# 新月指鰧
新月指鰧（學名：Dactyloscopus lunaticus），為輻鰭魚綱䲁形目指鰧科指鰧屬的一個種，分布於東南太平洋加拉巴哥群島海域，深度5至138公尺，本魚體扁長，向尾部漸細，頭大，上部扁平，前部圓而窄，眼突，有柄，有1至數個乳突，鼻孔管狀，後鼻孔開於前鼻孔基部附近，兩唇均有皮瓣，上唇皮瓣15個，下唇皮辮24個，鰓蓋緣有18個皮辮，背鰭起源於頸背，胸鰭通常有13條鰭條，尾鰭下方無缺口，側線鱗46枚，頭部佈滿不規則斑點和棕色斑紋，口內有色素沉著，上背部有12-15條非常短而窄的深色橫帶，淺色橫帶間隙比深色橫帶寬，常有棕色斑點，體側有廣泛斑點，有1-2條不明顯的側紋，背鰭硬棘12枚、背鰭軟條29枚、臀鰭硬棘2枚、臀鰭軟條33枚，體長可達5公分，棲息在沙底質海床及潮池，生活習性不明。